# Fonetika
Fonétika, tudi glasoslôvje, je veda o glasovih. Tradicionalno se deli na tri A-je: artikulacijsko, akustično in avditivno fonetiko. Fonetika je lahko jezikoslovna veda ali pomožna veda drugih metaved, npr. medicine, govorništva, računalništva, akustike itd. Fonetika v ožjem pomenu je eksperimentalna fonetika, lahko pa se izraz rabi tudi v širšem pomenu, npr. historična fonetika. Prim. tudi slovenski izraz glasoslovje, ki pa lahko pomeni tudi fonologijo.
Fonetika samoglasnikov:
A: bráti
E: nêsti, jémljem
I: bíti, lìst
O: ósem, stôti